# George Clymer
George Clymer, född 16 mars 1739 i Philadelphia, Pennsylvania, död 23 januari 1813 i Morrisville, Pennsylvania, var en amerikansk politiker. George Clymer var en ledamot i den första amerikanska kongressen.